# Michał Figlus
Michał Stanisław Figlus (ur. 9 lipca 1953 w Strzyżowicach) – polski polityk, technik samochodowy, przedsiębiorca, poseł na Sejm IV kadencji.

## Życiorys
W 1973 ukończył Technikum Samochodowe w Będzinie, a następnie, do 1980 pracował jako kierowca PKS w tym mieście. W 1980 otworzył własną firmę transportową. Równocześnie, w latach 1998–2001 pracował także jako kosztorysant w PPHU „Mur-Bet” Poręba.
W 1999 wstąpił do Przymierza Samoobrona, działającego od 2000 jako Samoobrona RP. W wyborach parlamentarnych w 2001 został z jej listy wybrany na posła IV kadencji w okręgu sosnowieckim (otrzymał 5071 głosów). Zasiadał w Komisji Infrastruktury oraz w Komisji Gospodarki. W listopadzie 2002 odszedł z partii, a w styczniu 2003 wstąpił do Partii Ludowo-Demokratycznej. W 2004 z listy KPEiR-PLD kandydował do Parlamentu Europejskiego w okręgu śląskim (otrzymał 1340 głosów). Pod koniec kadencji Sejmu w 2005 zasiadał w kole Stronnictwa Gospodarczego.
Od 2005 był związany był z Polskim Stronnictwem Ludowym, z ramienia którego bez powodzenia w 2005 i 2007 kandydował ponownie do Sejmu (otrzymał kolejno 1534 i 612 głosów). W wyborach samorządowych w 2006 ubiegał się (również bezskutecznie) o mandat radnego sejmiku śląskiego i wójta gminy Psary (z poparciem 4,72% zajął ostatnie miejsce spośród trzech kandydatów). Zasiadał w zarządzie wojewódzkim PSL na Śląsku. Później przystąpił do partii Samoobrona, w marcu 2017 zasiadł w jej radzie krajowej. W ramach porozumienia wyborczego w wyborach w 2018 wystartował na radnego województwa z listy Wolnych i Solidarnych. W 2024 wystartował natomiast do sejmiku z listy Samoobrony.

## Życie prywatne
Jest żonaty, ma dwoje dzieci.